# Kodalu, Sandur
Kodalu là một làng thuộc tehsil Sandur, huyện Bellary, bang Karnataka, Ấn Độ.